# Elecciones estatales de Jalisco de 1997
Las elecciones estatales de Jalisco de 1997 se llevaron a cabo el domingo 9 de noviembre de 1997, y en ellas se renovaron los cargos de elección popular en el estado mexicano de Jalisco:
- 124 Ayuntamientos. Compuestos por un Presidente Municipal y regidores, electos para un período de tres años no reelegibles en ningún período inmediato.

- 40 Diputados al Congreso. 20 electos por el principio de mayoría relativa en distritos electorales uninominales y 20 diputados por el principio de Representación Proporcional en una sola circunscripción plurinominal.

## Resultados electorales

### Ayuntamientos en laZona Metropolitana de Guadalajara

#### Ayuntamiento de Guadalajara
- Francisco Javier Ramírez Acuña  Hecho

#### Ayuntamiento de Zapopan
- José Cornelio Ramírez Acuña  Hecho

#### Ayuntamiento de Atotonilco
- Carlos Padilla Villarruel  Hecho

#### Ayuntamiento de Ciudad Guzmán
- Lázaro Eduardo Cárdenas Jiménez  Hecho

#### Ayuntamiento de Puerto Vallarta
- David Cuevas García  Hecho

#### Ayuntamiento de Ojuelos
- Marco Antonio Jasso Romo  Hecho

#### Ayuntamiento de Tlajomulco de Zúñiga
- Ernesto Díaz Márquez  Hecho

#### Ayuntamiento de Autlán
- Alejandro Galván Guerrero  Hecho

#### Ayuntamiento de Zapotlanejo
- Martín González Jiménez  Hecho

#### Ayuntamiento de Zapotlán del Rey
- J. Merced García Gama  Hecho

#### Ayuntamiento de Ayutla
- Ignacio Bañuelos Barrera  Hecho

#### Ayuntamiento de Acatic
- José Guadalupe Ramírez Camarena  Hecho

#### Ayuntamiento de Chapala
- Alberto Alcantar Beltrán  Hecho

#### Ayuntamiento de Tonalá
- Jorge Arana Arana  Hecho

#### Ayuntamiento de San Martín de Hidalgo
- María Guadalupe Urzúa Flores  Hecho

#### Ayuntamiento de San Diego de Alejandría
- José Antonio Barba Orozco  Hecho

#### Ayuntamiento de Tepatitlán
- Ramón González González  Hecho

#### Ayuntamiento de Unión de San Antonio
- David Mendoza Pérez  Hecho

#### Ayuntamiento de San Miguel el Alto
- Jorge Arturo Sedano Vargas  Hecho

#### Ayuntamiento de Hostotipaquillo
- Manuel Torres Flores  Hecho

#### Ayuntamiento de Jalostotitlán
- Roberto Pérez Hernández  Hecho

#### Ayuntamiento de San Juan de los Lagos
- Moisés Loza García  Hecho

#### Ayuntamiento de Lagos de Moreno
- Francisco Javier Pérez Romero  Hecho

#### Ayuntamiento de Tlaquepaque
- José María Robles Díaz  Hecho

#### Ayuntamiento de La Barca
- Luis Valle Campos  Hecho

#### Ayuntamiento de Tapalpa
- Arnoldo Zamora Jiménez  Hecho

#### Ayuntamiento de Amacueca
- Rigoberto Muñoz Rodríguez  Hecho

#### Ayuntamiento de Jamay
- Eduardo García González  Hecho

#### Ayuntamiento de Tecalitlán
- Manuel Soto Barrios  Hecho

#### Ayuntamiento de El Grullo
- Antonio Mendoza Olivares  Hecho

#### Ayuntamiento de San Julián
- Guillermo Marquéz Espinosa  Hecho

#### Ayuntamiento de Cihuatlán
- Armando Zúñiga Cárdenas  Hecho

#### Ayuntamiento de Mazamitla
- Ismael Rogelio Pulido Mata  Hecho

#### Ayuntamiento de Valle de Guadalupe
- Rodrigo Barba Villegas  Hecho

#### Ayuntamiento de Ahualulco de Mercado
- Gerardo Olmos  Hecho